# Drijfjacht (hoorspel)
Drijfjacht is een hoorspel van Manfred Schwarz. Die Hetze werd op 20 december 1963 door de Bayerischer Rundfunk uitgezonden. De KRO zond het uit op 6 november 1964 (met een herhaling op 8 juni 1965). Paul van der Lek was de vertaler en Léon Povel de regisseur. Het hoorspel duurde 42 minuten.

## Rolbezetting
- Constant van Kerckhoven (Thommen, de rechter van instructie)
- Frans Somers (Franz Brügger)
- Nel Snel (zijn vrouw Nelli)
- Johan Wolder (Rolf Klausner)
- Fé Sciarone (diens vrouw Silvia Klausner)

## Inhoud
De rechter van instructie heeft twee jonge echtparen gedagvaard, die er elkaar van beschuldigen de dood van hun bijna even oude kinderen veroorzaakt te hebben. In de loop van een lang verhoor lijkt duidelijk te worden, dat wraakzucht en ontgoochelde liefde, nijd en verkeerd begrepen hulpvaardigheid een ongeval tot een misdaad willen ombuigen. De vraag naar de schuld blijft evenwel onbeantwoord…